# Boztepe (Kırşehir)
Boztepe ist eine Stadt und ein Landkreis der türkischen Provinz Kırşehir. Der Ort liegt etwa 15 Kilometer nördlich der Provinzhauptstadt Kırşehir. Der Ort wurde 1960 zur Belediye (Gemeinde) erhoben.
Der Landkreis liegt im Osten der Provinz. Er grenzt im Süden und Südosten an den Kreis Mucur, im Westen an den zentralen Landkreis, im Norden an den Kreis Çiçekdağı und im Osten an die Provinz Nevşehir. Im Nordwesten folgt die D785, die von Kırşehir im Süden nach Çiçekdağı und zur E 88 im Nordosten führt, der Kreisgrenze. Die Stadt Boztepe ist über eine Landstraße mit der Provinzhauptstadt verbunden.
Durch das Gesetz Nr. 3644 wurde der Landkreis 1990 aus 13 Dörfern und den beiden Belediye Boztepe und Karacaören gebildet, sechs Dörfer kamen aus dem Bucak Göllü des zentralen Landkreises (Merkez İlçe), der „Rest“ aus dem zentralen Bucak (Merkez Bucağı) dieses Kreises selbst. Zur ersten Volkszählung nach der Eigenständigkeit (am 21. Oktober 1990) verzeichnete der neue Landkreis 10.639 Einwohner, davon 4004 in der Kreisstadt.
Neben der Kreisstadt (2020: 51,2 % der Kreisbevölkerung) besteht der Kreis aus 14 Dörfern (Köy) mit durchschnittlich 189 Bewohnern. Die Skala der Einwohnerzahlen reicht von 371 (Yenidoğanlı) hinab bis auf 61 (Hüseyinli). Sechs Dörfer haben mehr als 200 Einwohner. Mit einer Bevölkerungsdichte von 7,2 Einwohnern steht der Kreis an letzter Stelle der Rangliste.